# رويال جولد
رويال جولد (بالإنجليزية: Royal Gold)‏ هي واحدة من الشركات الرائدة في العالم في مجال المعادن الثمينة والملكية تعمل في مجال الاستحواذ وإدارة تدفقات المعادن الثمينة والإتاوات والمصالح المماثلة القائمة على الإنتاج. تمتلك رويال جولد مجموعة كبيرة من تدفقات الإنتاج والتطوير والتقييم والاستكشاف والإتاوات على العقارات الموجودة في بعض مناطق الذهب الأكثر إنتاجًا في العالم والتي تديرها بعض الشركات الأكثر شهرة في صناعة التعدين.